# 최인선
최인선(崔仁善, 1950년 9월 16일 ~ )은 대한민국의 前 농구 선수이자 실업 기아/기아엔터프라이즈와 청주 SK 나이츠의 전성기를 이끈 명장이다.  1986년 기아 남자 농구팀이 창단되자 기아로 옮겨가서 방열 감독을 보좌하였다. 1990년 방열 감독이 사퇴하자 뒤를 이어 기아의 감독이 되었다. 기아 엔터프라이즈감독으로 있으면서 허동택 트리오, 허동만 트리오를 주축으로 좋은 성적을 거두었다.
1997년 KBL이 출범하고 나서도 기아 엔터프라이즈의 감독이 되었다. 첫 시즌인 1997 시즌 챔피언결정전에 진출하여 나래 블루버드를 꺾고 챔피언을 차지하였다. 1997~1998 시즌 현대 다이넷과의 챔피언결정전에서 허재의 부상 투혼에도 불구하고 준우승을 차지하였다. 시즌 종료 후 기아 엔터프라이즈 감독직에서 경질되었다.
1998년 11월 청주 SK 나이츠가 안준호 감독을 경질하면서 시즌 중 청주 SK 나이츠의 감독으로 임명되었다. 1999~2000 시즌 서장훈과 현주엽과의 포지션 중복 문제를 해결하기 위해 골드뱅크 클리커스와의 트레이드로 현주엽을 보내고 조상현을 영입하였다. 그리고 그 시즌에 정규리그 2위로 챔피언결정전에 진출하여 현대 걸리버스를 꺾고 우승을 차지하여 KBL 2개팀에서 우승한 최초의 감독이 되었고 신선우 감독을 상대로 복수를 하였다. 이후 2000~2001 시즌, 2001~2002 시즌에서도 포스트시즌에 진출해서 신선우 감독의 소속팀(현대 걸리버스, 전주 KCC이지스)을 꺾었다. 그리하여 SK 나이츠의 리즈 시절을 이끌었다. 사실 최인선 감독 시절을 제외하고는 서울 SK 나이츠가 연속으로 포스트 시즌에 진출한 적이 없다.
그러나, 2002~2003 시즌 서장훈의 이적 등으로 전력이 약해지자 꼴찌를 하였다. 여담으로 당해 시즌을 앞두고 서장훈의 보상선수인 우지원을 울산 모비스 오토몬스에 트레이드하면서 김영만과 재회하였다. 그러나, 시즌 중 김영만을 다시 창원 LG 세이커스에 트레이드하여 조성원을 영입하였다. 시즌 종료 후 구단에서는 1년 계약을 제의하였으나 거절하고 경질되었다.

## 학력
- 인창고등학교
- 중앙대학교

## 경력
- 2014년 스카이 스포츠 농구해설위원
- 2013년 우리동네 예체능 농구단 감독
- 2006년 SBS CNBC 농구 해설, Xports 농구 해설
- 2003년  한국농구연맹 재정위원, 경인방송 농구해설위원
- 1998년-2003년  청주 SK 나이츠(현 서울 SK 나이츠) 감독
- 1990년-1998년  실업 기아/기아 엔터프라이즈(현 울산 모비스 피버스) 감독
- 1986년-1990년  기아자동차 농구단 코치
- 1984년-1985년  실업 농구팀 산업은행 (현 원주 동부 프로미) 농구팀 코치
- 1974년-1982년  실업 농구팀 산업은행 (현 원주 동부 프로미) 농구선수

## 상훈
- 1996년 애틀랜타 올림픽 국가대표팀 감독